# Lișciînivka, Kobeleakî
Lișciînivka (în ucraineană Ліщинівка) este un sat în comuna Kunivka din raionul Kobeleakî, regiunea Poltava, Ucraina.

## Demografie
Componența lingvistică a localității Lișciînivka
     Ucraineană (95,1%)
     Rusă (4,9%)
Conform recensământului din 2001, majoritatea populației localității Lișciînivka era vorbitoare de ucraineană (95,1%), existând în minoritate și vorbitori de rusă (4,9%).